# مسألة العرب في إنجلترا في العصور الوسطى
مسألة العرب في إنجلترا في العصور الوسطى هو كتاب صدر عام 1977 للكاتبة دوروثي ميتليتزكي، حيث تحاول المؤلفة إظهار بدايات العلاقة بين إنجلترا في العصور الوسطى والعالم العربي. ويُعتبر "العمل الحاسم في تقاطع الثقافة العربية والإنجليزية في العصور الوسطى".
ومن خلال دراسة أنماط الترجمة والمنح الدراسية والاستفسارات العلمية، تظهر ميتليتزكي أن العالم العربي ساهم بالعديد من العناصر الرئيسة في العالم الإنجليزي، بما في ذلك النصوص اليونانية القديمة التي تُرجمت إلى العربية، والاكتشافات العلمية مثل الإسطرلاب والتقدم الفلكي ، فضلًا عن مجموعة من الأشياء الأخرى مثل الشعر المقفى.
ينقسم الكتاب إلى قسمين: " التعلم العلمي والفلسفي" و"التراث الأدبي".

## الملخص

### الجزء الأول
يتألف هذا الجزء من الكتاب من أربعة فصول يستكشف فيها ميتليتزكي كيف تمت ترجمة الإنجازات العلمية ونقلها من النصوص العربية إلى النصوص الغربية (وخاصة المؤلفين الإنجليز الذين يكتبون باللغة اللاتينية).
وتبدأ هذا الكتاب بتناول الحروب الصليبية وتطور العلوم من خلال المستعربين، أي المسيحيين الذين يعيشون تحت الحكم الإسلامي، وخاصة أولئك الذين يعيشون في إسبانيا وصقلية المسلمتين (ص 3-10).
تكتب عن العديد من العلماء الغربيين الذين شاركوا في ترجمة النصوص العربية ودراسة المكتبات العربية، بما في ذلك العديد من النصوص اليونانية والرومانية القديمة الرئيسة التي كانت متاحة باللغة العربية فقط.
ومن بين هؤلاء العلماء أديلارد من باث (ص 26) وهو العالم الغربي الذي قام بترجمة نصوص الخوارزمي في علم الفلك والعناصر الإقليدسية من العربية إلى اللاتينية.
وهي تشرح بالتفصيل حياة العديد من هؤلاء العلماء الرئيسين بما في ذلك بطرس الألفونسي [الإنجليزية]، وهو مسيحي اعتنق اليهودية سابقًا ويعيش في إسبانيا المسلمة ومؤلف النص الرائد الانضباط الكتابي [الإنجليزية]، والذي كان، وفقًا لميتليتزكي، أول مجموعة من الحكايات الشرقية التي تم تأليفها في الغرب للغربيين (ص 16). كان روبرت كيتون [الإنجليزية] أول مترجم للقرآن الكريم إلى اللاتينية، كما ترجم أيضًا العديد من النصوص العلمية الرئيسية مثل كتاب الخيمياء لمورينوس رومانوس، ونصوص الرياضيات والجبر والفلك للخوارزمي. كان مايكل سكوت عالمًا مهتمًّا بالسحر والكيمياء وعلم الفلك وكان أيضاً أول مترجم لمعظم أعمال أرسطو (من العربية إلى اللاتينية)، الذي تم حظر كتاباته في الغرب باعتبارها هرطقة (ص 48).

### الجزء الثاني
في الجزء الثاني، تستكشف ميتليتزكي النصوص الإنجليزية الرئيسة في العصور الوسطى وتقترح أنها إما مبنية بالكامل على قصص عربية أو تتضمن عناصر من القصص العربية تشير إلى أنها كانت مبنية بشكل فضفاض على قصص عربية.
ثم تشير إلى أن الرومانسية الإنجليزية في العصور الوسطى نفسها متأثرة بشدة بالمثل العربية للفروسية الرومانسية بالإضافة إلى القصص العربية الرئيسة من مصادر مختلفة بما في ذلك ألف ليلة وليلة. وتشمل النصوص الإنجليزية التي تدرسها عن كثب حكايات كانتربري لتشوسر، وروايات شارلمان الإنجليزية مثل السير فيرومبراس وسودون بابل (ص 172-173) والعديد من الآخرين.
وتوضح ميتليتزكي أنه في العديد من هذه النصوص نجد بدايات سوء فهم الإسلام من جانب الغرب، وتستكشف تصوير الإسلام والنبي محمد في هذه النصوص في فصلها عن التاريخ والرومانسية (ص 95-210).
وفي الصفحة 245، تقترح أيضًا أن المساهمات في الأدب الإنجليزي والغربي من الأدب العربي تشمل العديد من الموضوعات الرئيسة (مثل الرومانسية) بالإضافة إلى الشعر المقفى نفسه.

## ملحوظات
1. ↑  Lawler، Traugott (30 أبريل 2001). "Dorothee Metlitzki: Pioneering academic passionate about English and Arab cultures". الغارديان. مؤرشف من الأصل (obituary) في 2008-01-12. اطلع عليه بتاريخ 2008-01-28.